# Alcide Núñez
Alcide Núñez (Saint Bernard megye, 1884. március 17. – New Orleans, 1934. szeptember 2.) klarinétos. Ő volt az egyik első New Orleans-i zenész, aki hangfelvételeket készített.

## Pályakép
Alcide Patrick Núñez az Egyesült Államokban, Louisiana államban született. Szülei Victor Nunez és Elisa Nunez Chalaire voltak. A család New Orleansba költözött, amikor ő kisgyerek volt. Egy ideig az 1340 Arts Street szám alatt élt New Orleans St. Roch negyedében.
Núñez beállt több gitáros zenekarhoz, de 1902 körül klarinétra váltott. Mielőtt hivatásos zenész lett, Núñez egy ideig egy öszvér vontatott kocsit vezetett Chink Martin (Martin Abraham) zenésztársával.
Hamarosan a város egyik legmenőbb klarinétosává vált. 1905-ben már állandó szereplője volt Papa Jack Laine zenekarának, amellett Tom Brownnal is játszott. Néha saját zenekarokat is vezetett. Núñez több hangszeren is tudott játszani, bár főleg klarinétozott. Ezen kívül változatokat is tudott rögtönözni a hallott dalokra.
1916 elején Chicagóba ment a míressé vált Dixieland Jass Banddel, de Núñez nem sokkal az első felvételek elkészítése előtt elhagyta a bandát.
1917-ben a Dixieland Jass Band nagy sikert aratott a „Livery Stable Blues” hangszeres felvételével Nick LaRocca vezényletével; Núñez és Ray Lopez azonban már LaRocca előtt benyújtotta a dallam kottaváltozatának szerzői jogra. Nick LaRocca 10 000 dollárra perelte Núñezt. A pert végül határozat nélkül elvetették; a bíró azt mondta, hogy olyan zenész, aki nem tud kották olvasni, nem hihető, hogy bármit is írt volna.
Miután Núñez egy ideig Tom Brown zenekarával játszott Chicagóban, New Yorkba ment Bert Kelly zenekarával. Núñez lett Kelly zenekarának vezetője. Miután 1918-ig együtt játszott Kellyvel. 1919 elején segített megalakítani a Louisiana Five együttest, amelyet Anton Lada dobos vezetett. New York egyik legnépszerűbb zenekarává váltak.
1922-ben Núñez visszatért Chicagóba. A város egyik legjobb éjszakai klubjában  Willard Robison együttesével játszott. Nem sokkal ezután Nuñez kezde elveszteni a fogait, ami megártott a klarinétozásnak. Visszatért családjához New Orleans-ba. Csatlakozott a Police Bandhez.
Núñez a „The Moonlight Serenaders” zenekarnak és számos New Orleans-i táncegyüttes tagja is volt. Haláláig New Orleansban maradt. Núñez háromszor nősült, a második feleségétől egy, harmadiktól három gyermeke született.

## Lemezek

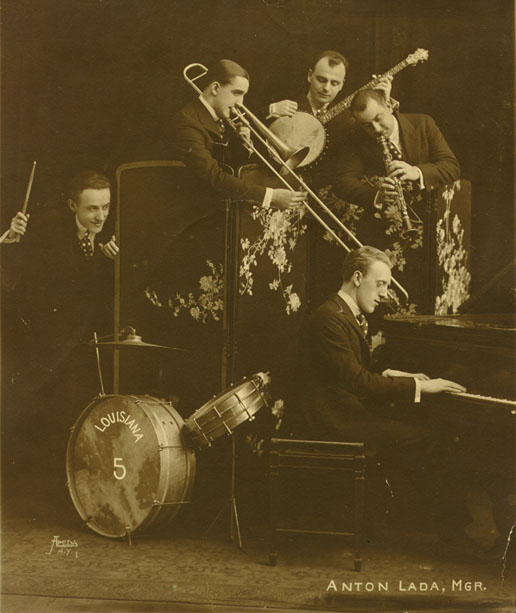
Louisiana Five:
Anton Lada, dobok; Charlie Panely, harsona; Karl Berger, bendzsó; Alcide Núñez, klarinét; Joe Cawley, zongora

- MusicBrainz

## Fordítás
Ez a szócikk részben vagy egészben  a   Papa Jack Laine című angol Wikipédia-szócikk ezen változatának fordításán alapul.  Az eredeti cikk szerkesztőit annak laptörténete sorolja fel. Ez a jelzés csupán a megfogalmazás eredetét és a szerzői jogokat jelzi, nem szolgál a cikkben szereplő információk forrásmegjelöléseként.